# Miami Toros
Miami Toros was een Amerikaanse voetbalclub uit Miami, Florida. De club speelde eerst in Washington D.C. onder de naam Washington Darts, maar in 1972 werd de franchise verhuisd naar Miami. De club nam de naam Miami Gatos aan en na één seizoen de naam Miami Toros. In 1974 bereikte de club de finale om de landstitel, maar verloor daar van de LA Aztecs. Na seizoen 1976 verhuisde de club naar het nabijgelegen Fort Lauderdale en werd zo de Fort Lauderdale Strikers.

## Bekende spelers
- Ken Mallender (1974)
- Gordon Fearnley (1976)
- Jim Holton (1976)

## Seizoen per seizoen
| Jaar | League | W  | V  | G | Ptn | Reg. Seizoen                               | Playoffs                                                           |
| ---- | ------ | -- | -- | - | --- | ------------------------------------------ | ------------------------------------------------------------------ |
| 1972 | NASL   | 3  | 8  | 3 | 44  | 4de, Southern Division                     | Niet gekwalificeerd                                                |
| 1973 | NASL   | 8  | 5  | 6 | 88  | 3de, Eastern Division                      | Niet gekwalificeerd                                                |
| 1974 | NASL   | 9  | 5  | 6 | 107 | 1ste, Eastern Division                     | Won halve finale van (Dallas) Verloor Championship van (LA Aztecs) |
| 1975 | NASL   | 14 | 8  | — | 123 | 2de, Eastern Division                      | Won kwartfinale van (Boston) Verloor halve finale(Tampa Bay)       |
| 1976 | NASL   | 6  | 18 | — | 63  | 4de, Atlantic Conference, Eastern Division | Niet gekwalificeerd                                                |